# Heinz Schors
Heinz Schors (* 28. August 1940 in Eschweiler) ist ein ehemaliger deutscher Fußballtorwart.

## Karriere
Schors spielte in seiner Geburtsstadt Eschweiler bei der heimischen Eschweiler SG und Rhenania Eschweiler, bevor er 1958 zu Alemannia Aachen wechselte. In Aachen erlebte er die Höhepunkte seiner fußballerischen Karriere. In der Saison 1966/67 errang das Team um Schors die Meisterschaft in der Westgruppe der Regionalliga. In der anschließenden Aufstiegsrunde setzte sich die Alemannia durch. Schors spielte nach dem Aufstieg fünfmal in der Bundesliga und belegte mit seiner Mannschaft Platz elf in der Abschlusstabelle.